# Hospital Padre Billini
El Hospital Docente Padre Billini data del año 1552 haciéndolo así uno de los hospitales más antiguos de América. En la actualidad funciona como un hospital público autogestionado que atiende a las poblaciones de la Ciudad Colonial y el Distrito Nacional en la provincia de Santo Domingo, República Dominicana.

## Historia
El origen de este hospital se remonta al Real Hospital de San Andrés en 1552 cuando Francisco de Molina atendía en su casa en el Callejón de Santo Domingo a enfermos que carecían de recursos. El número de pacientes fue aumentando progresivamente y hubo que recurrir a la caridad pública y luego a la ayuda del Virrey Andrés Hurtado de Mendoza quien le escogió un arrabal y comenzó la construcción de las primeras estructuras.
En esa época el principal objetivo al fundar un Hospital era brindar un ambiente adecuado para otorgar una "muerte digna" a aquellos pacientes cuya suerte era esa. Los que padecían una enfermedad ligera o curable eran atendidos en sus domicilios. El Hospital y una iglesia contigua que llevaba el mismo nombre, fueron quemados y saqueados por el corsario Francis Drake en el año 1586.
Para mediados de 1870 lo que quedaba en pie del antiguo Hospital de San Andrés, que hasta entonces se había usado como cárcel pública,tanto el hospital como la capilla que se le había agregado y que eran una dependencia parroquial de la Catedral, les fueron cedidos al presbítero Francisco Xavier Billini, quien en 1880 lo reconstruyó.
En ese momento Billini funda Las Hijas del Buen Pastor, que sería la primera congregación religiosa diocesana de nuestra historia, con el solo objeto de atender a los pobres del asilo y restaurar las estructuras de apoyo del antiguo Hospital de San Nicolás. El 2 de julio de 1881, fundó la Congregación del Buen Pastor y del Apóstol San Andrés, con el objetivo básico de detectar y recoger a huérfanos y ancianos desamparados, visitar a los enfermos y atribulados y asistir al entierro de cada asilado.
La Casa de Beneficencia siguió funcionando después de la muerte de su fundador, regida por una Junta de Caridad. Ese mismo organismo el 14 de mayo de 1894 creó unos estatutos para el gobierno y administración de todas las instituciones creadas por el Padre Billini, es decir, La Casa de Beneficencia, el manicomio y el Hospital de Caridad y Orfelinato.
Con la desaparición de la Junta de Caridad, el 17 agosto de 1920, al cumplir cincuenta y un años, la Casa de Beneficencia se convertiría en el actual Hospital Padre Billini, al tiempo que el gobierno militar norteamericano nombraba Director del Hospital al Dr. Ramón Báez Machado, que ocupaba el cargo de Médico en Jefe del mismo desde 1910 hasta 1912 , como imprescindible agente de solidez y continuidad, las Hermanas Mercedarias cumplirían en aquel hospital 75 años de acción apostólica ininterrumpida.

### En la actualidad
El hospital Padre Billini continúa funcionando, esta vez, bajo un régimen de autogestión y financiamiento estatal. La última vez que fue sometido a un intenso proceso de remozamiento que duró más de cinco años fue en agosto de 2022 donde se repararon muchas de sus áreas y se agregaron otras tantas. De igual manera se reforzó su estructura, la cual colapsó parcialmente y corría peligro al estar sobre una cueva.